# Коњсковола
Коњсковола (пољ. Końskowola) је село у југоисточној Пољској, смештено између градова Пулави и Лублин, у близини Курова, на реци Куровки. Коњсковола је центар општине у саставу округа Пулави и Лублинског војводства. Број становника је 2004. године износио 2.188.

## Име
Коњсковола у буквалном преводу значи „коњска воља“, али је име овог села заправо настало комбинацијом речи Вола (пољ. Wola) - што је назив за одређену врсту села и имена властелина којем је село припадало - Јан из Коњина. Име Коњсковола се први пут помиње 1442. год.

## Историја
Село је основано највероватније у XIV веку, под именом Витовска Вола (Witowska Wola). Име села је у XIX промењено у Коњсковола .
У XVI веку Коњсковола је стекла статус града и постала је центар прехрамбене и текстилне индустрије. У њој је изграђено неколико фабрика текстила. Развој индустрије пратио је стални раст броја становника који су се досељавали из свих делова Пољске, па чак и из Саксоније. 
Током свог постојања Коњсковола је делила судбину читавог региона. Након треће поделе Пољске 1795. године припала је Аустрији. Године 1809. постала је део Варшавског војводства, да би већ 1815. године припала Краљевини Пољској. После Јануарског устанка, 1870. године изгубила је статус града који није повратила све до данас. Током Руске револуције 1905. године, у њој су организовани бројне демонстрације и штрајкови солидарности. Од 1918. године град је поново у саставу Пољске. 
На почекту Другог светског рата, 15. септембра 1939. године Консковола је окупирана од стране немачких снага. Током Другог светског рата, Немци су у њој направили логор за ратне заробљенике и неколико логора за принудну радну снагу. Заробљенички логор је убрзо угашен, али су логори за принудну радну снагу били у функцији током читаве 1943. године. Затвореници ових логора били су ангажовани на грађевинским и пољопривредним радовима. 
У самом граду је успостављен гето у којем су биле изоловане бројне групе расељених Јевреја, укључујући и значајан број Јевреја из Словачке. Нацисти су, 8. маја 1942. године, извршили рацију у гету и велики број Јевреја је пребачен у нацистички концентрациони логор „Собибор“. У октобру 1943. године сви становници гета су ликвидирани. Припадници немачкод 101. резервног полицијског батаљона окупили су преостале становнике гета, око 800—1.000 Јевреја, одвели их у оближњу шуму и ликвидирали их. Преостали становници гета су пребачени у други логор. 
Немци су, у лето 1944. године одлучили да спале град како докази о њиховим злочинима не би пали у руке наступајућој Црвеној армији. Међутим, 25. јула 1944. године припадници Армије Крајове, потпомогнути од стране Пољских партизана напали су немачки гарнизон у граду. Уз помоћ јединица Црвене армије које су убрзо стигле до града, немачке јединице су савладане.

## Туризам
Међу значајним туристичким атракцијама у Коњсковоли се посебно истиче католичка црква (рестаурирана 1670. године према пројекту Тилмана ван Гамерена) у којој се налазе гробови породица Опалински и Лубомирски. Постоји још једна стара католичка црква, изграђена 1613. године у архитектонском стилу „Лублинске ренесансе“ као и остаци Лутеранског гробља. 
Коњсковола је такође позната и као место смрти познатих пољских песника: Франћишка Дионизи Књазина и Франћшка Заблоцког. 

## Занимљивости
Чувени пољски писац и нобеловац Хенрик Сјенкјевич споменуо је Консковолу у свом познатом роману „Огњем и мачем“: